# Emblema nacional de Irán
El emblema nacional de Irán está formado por la palabra árabe اللّه Allah (Dios) escrita con trazos estilizados.
Los trazos están diseñados con forma de cuatro crecientes (luna creciente) y una espada. Los crecientes junto a la espada representan la palabra Allah. Las cinco partes del emblema simbolizan los cinco pilares del Islam. Sobre la espada figura un signo diacrítico árabe que es de doble anchura que el grosor del filo de la espada. La forma del emblema se asemeja a una flor de tulipán, en señal de homenaje a la memoria de quienes murieron por Irán ya que, conforme a un antiguo relato mítico,[cita requerida] si un joven soldado moría con honor un tulipán rojo crecería en la tierra donde estuviese enterrado. La flor del tulipán ha terminado convirtiéndose también en símbolo de los mártires.
El emblema de Irán, diseñado por Hamid Nadimi, fue aprobado oficialmente por el Ayatolá Jomeini el 9 de mayo de 1980.

### Evolución histórica del escudo

Emblema de Persia (1423-1907)
Escudo de armas de Persia (1907-1925)
Emblema oficial del León y el Sol de Irán
Escudo de armas del Sah de Irán (1902-1979)
Emblema de la Esposa del Sha de Persia (1971–1979)
Emblema del Príncipe Heredero de Persia (1971-1979)
Escudo de Irán (1979–1980)
Primera versión usada del 30 de enero al 9 de mayo de 1980
Primer emblema de la República Islámica de Irán (versión dorada) diseñado por Sadegh Tabrizi